# Olympische Sommerspiele 1956/Fußball – Viertelfinale
Spiele des Viertelfinals des olympischen Fußballturniers 1956.

Die Gewinner qualifizierten sich für das Halbfinale.

Im Falle eines Unentschiedens nach Verlängerung wurde ein Wiederholungsspiel durchgeführt.

## Jugoslawien – USA 9:1 (5:1)
| Jugoslawien                                                        | Jugoslawien | USA | USA |
| ------------------------------------------------------------------ | --- | --- | --- |
| Jugoslawien                                                        | \| 28. November 1956 um 16:30 Uhr in Melbourne (Olympic Park Stadium) \| \| Zuschauer: 5.292 \| \| Schiedsrichter: Maurice Swain ( Neuseeland) \|                                                            | \| 28. November 1956 um 16:30 Uhr in Melbourne (Olympic Park Stadium) \| \| Zuschauer: 5.292 \| \| Schiedsrichter: Maurice Swain ( Neuseeland) \|                                                     | USA |
| Jugoslawien                                                        | Petar Radenković – Mladen Koščak, Nikola Radović – Ivan Šantek, Ljubiša Spajić, Dobrosav Krstić – Dragoslav Šekularac, Zlatko Papec, Sava Antić, Todor Veselinović, Muhamed Mujić Cheftrainer: Milovan Ćirić | Svend Engedal – Herman Wecke, William Conterio – Zenon Snylyk, Harry Keough, James Dorrian – Edward Murphy, Ruben Michael Mendoza, Albert Zerhusen, Lloyd Monsen, Bill Looby Cheftrainer: James Mills | USA |
| Jugoslawien                                                        | 1:0 Veselinović (10.) 2:0 Antić (12.) 3:0 Mujić (16.) 4:0 Papec (20.) 5:0 Mujić (35.) 6:1 Mujić (56.) 7:1 Antić (73.) 8:1 Veselinović (84.) 9:1 Veselinović (90.)                                            | 5:1 Zerhusen (42.) | USA |
| 28. November 1956 um 16:30 Uhr in Melbourne (Olympic Park Stadium) | | |     |
| Zuschauer: 5.292                                                   | | |     |
| Schiedsrichter: Maurice Swain ( Neuseeland)                        | | |     |

## Sowjetunion – Indonesien 0:0 n.V.
| Sowjetunion                                                        | Sowjetunion | Indonesien | Indonesien |
| ------------------------------------------------------------------ | --- | --- | ---------- |
| Sowjetunion                                                        | \| 29. November 1956 um 16:30 Uhr in Melbourne (Olympic Park Stadium) \| \| Zuschauer: 3.228 \| \| Schiedsrichter: Takenokoshi Shigemaru ( Japan) \|                                                                        | \| 29. November 1956 um 16:30 Uhr in Melbourne (Olympic Park Stadium) \| \| Zuschauer: 3.228 \| \| Schiedsrichter: Takenokoshi Shigemaru ( Japan) \|                                                                     | Indonesien |
| Sowjetunion                                                        | Lew Jaschin – Nikolai Tischtschenko, Boris Kusnezow – Josip Betsa, Anatoli Baschaschkin, Igor Netto – Boris Tatuschin, Anatoli Issajew, Eduard Strelzow, Sergei Salnikow, Wladimir Ryschkin Cheftrainer: Gawriil Katschalin | Maulwi Saelan – Mohamed Rashjid, Chairuddin Siregar – Ramlan Yatin, Kwee Kiat Sek, Tan Ling Houw – Oros Witarsa, Phwa Sian Liong, Ashari Danoe, Thio Him Tjiang, Rusli Ramang Cheftrainer: Antun Pogačnik ( Jugoslawien) | Indonesien |
| Sowjetunion                                                        | Verwarnung: Strelzow | | Indonesien |
| 29. November 1956 um 16:30 Uhr in Melbourne (Olympic Park Stadium) | | |            |
| Zuschauer: 3.228                                                   | | |            |
| Schiedsrichter: Takenokoshi Shigemaru ( Japan)                     | | |            |

## Bulgarien – Vereinigtes Königreich 6:1 (3:1)
| Bulgarien                                                          | Bulgarien | Vereinigtes Königreich | Vereinigtes Königreich |
| ------------------------------------------------------------------ | --- | --- | ---------------------- |
| Bulgarien                                                          | \| 30. November 1956 um 16:30 Uhr in Melbourne (Olympic Park Stadium) \| \| Zuschauer: 6.748 \| \| Schiedsrichter: Ronald Wright ( Australien) \|                                                                | \| 30. November 1956 um 16:30 Uhr in Melbourne (Olympic Park Stadium) \| \| Zuschauer: 6.748 \| \| Schiedsrichter: Ronald Wright ( Australien) \|                         | Vereinigtes Königreich |
| Bulgarien                                                          | Georgi Najdenow – Kiril Rakarow, Miko Goranow – Stefan Boschkow, Manol Manolow, Nikola Kowatschew – Gawril Stojanow, Georgi Dimitrow, Panajot Panajotow, Iwan Kolew, Krum Janew Cheftrainer: Stojan Ormandschiew | Harold Sharratt – Donald Stoker, Leslie Farrer – Lawrence Topp, Stanley Prince, Henry Dodkins – Jim Lewis, Derek Lewin, Jack Laybourne, George Bromilow, Charles Twissell | Vereinigtes Königreich |
| Bulgarien                                                          | 1:0 Nikolow (6.) 2:1 Kolew (40.) Elfmeter 3:1 Stojanow (45.) 4:1 Stojanow (75.) 5:1 Stojanow (80.) 6:1 Kolew (85.)                                                                                               | 1:1 Lewis (30.) | Vereinigtes Königreich |
| 30. November 1956 um 16:30 Uhr in Melbourne (Olympic Park Stadium) | | |                        |
| Zuschauer: 6.748                                                   | | |                        |
| Schiedsrichter: Ronald Wright ( Australien)                        | | |                        |

## Wiederholungsspiel Sowjetunion – Indonesien 4:0 (3:0)
| Sowjetunion                                                       | Sowjetunion | Indonesien | Indonesien |
| ----------------------------------------------------------------- | --- | --- | ---------- |
| Sowjetunion                                                       | \| 1. Dezember 1956 um 10:30 Uhr in Melbourne (Olympic Park Stadium) \| \| Zuschauer: 6.735 \| \| Schiedsrichter: Reginald Lund ( Neuseeland) \|                                                                                  | \| 1. Dezember 1956 um 10:30 Uhr in Melbourne (Olympic Park Stadium) \| \| Zuschauer: 6.735 \| \| Schiedsrichter: Reginald Lund ( Neuseeland) \|                                                                       | Indonesien |
| Sowjetunion                                                       | Boris Rasinski – Nikolai Tischtschenko, Boris Kusnezow – Anatoli Masljonkin, Anatoli Baschaschkin, Igor Netto – Boris Tatuschin, Walentin Iwanow, Eduard Strelzow, Sergei Salnikow, Anatoli Iljin Cheftrainer: Gawriil Katschalin | Maulwi Saelan – Mohamed Rashjid, Chairuddin Siregar – Ramlan Yatin, Kwee Kiat Sek, Tan Ling Houw – Oros Witarsa, Rusli Ramang, Achad Arifin, Thio Him Tjiang, Jasrin Jusron Cheftrainer: Antun Pogačnik ( Jugoslawien) | Indonesien |
| Sowjetunion                                                       | 1:0 Salnikow (17.) 2:0 Iwanow (19.) 3:0 Netto (43.) 4:0 Salnikow (59.) | | Indonesien |
| Sowjetunion                                                       | Verwarnung: Strelzow | | Indonesien |
| 1. Dezember 1956 um 10:30 Uhr in Melbourne (Olympic Park Stadium) | | |            |
| Zuschauer: 6.735                                                  | | |            |
| Schiedsrichter: Reginald Lund ( Neuseeland)                       | | |            |

## Australien – Indien 2:4 (2:2)
| Australien                                                        | Australien | Indien | Indien |
| ----------------------------------------------------------------- | --- | --- | ------ |
| Australien                                                        | \| 1. Dezember 1956 um 14:30 Uhr in Melbourne (Olympic Park Stadium) \| \| Zuschauer: 7.413 \| \| Schiedsrichter: C. H. Wensveen ( Indonesien) \|                                                    | \| 1. Dezember 1956 um 14:30 Uhr in Melbourne (Olympic Park Stadium) \| \| Zuschauer: 7.413 \| \| Schiedsrichter: C. H. Wensveen ( Indonesien) \|                                                                              | Indien |
| Australien                                                        | Ronald Lord – Bob Bignall, John Pettigrew – George Arthur, Cliff Sander, Bruce Morrow – Frank Loughran, Jack Lennard, Graham McMillan, Edward Arthur Smith, Alwyn Warren Cheftrainer: Richard Telfer | Peter Thangaraj – Sayed Aziz-ud-Din, Abdul Rehman – Mariappa Kempaiah, Muhammad Salaam, Muhammad Noor – Pradip Kumar Banerjee, Samar Banerjee, Neville D’Souza, Krishna Kittu, Muhammad Kannayan Cheftrainer: Abdul Rahim Syed | Indien |
| Australien                                                        | 1:1 Morrow (17.) 2:2 Morrow (41.) | 0:1 D’Souza (9.) 1:2 D’Souza (33.) 2:3 D’Souza (50.) 2:4 Kittu (80.) | Indien |
| 1. Dezember 1956 um 14:30 Uhr in Melbourne (Olympic Park Stadium) | | |        |
| Zuschauer: 7.413                                                  | | |        |
| Schiedsrichter: C. H. Wensveen ( Indonesien)                      | | |        |